# Hundling
Hundling és un municipi francès, situat al departament del Mosel·la i a la regió del Gran Est. L'any 2007 tenia 1.373 habitants.

## Demografia

### Població
El 2007 la població de fet de Hundling era de 1.373 persones. Hi havia 528 famílies, de les quals 112 eren unipersonals (28 homes vivint sols i 84 dones vivint soles), 156 parelles sense fills, 216 parelles amb fills i 44 famílies monoparentals amb fills.
La població ha evolucionat segons el següent gràfic:
Habitants censats

### Habitatges
El 2007 hi havia 570 habitatges, 543 eren l'habitatge principal de la família, 2 eren segones residències i 25 estaven desocupats. 472 eren cases i 98 eren apartaments. Dels 543 habitatges principals, 419 estaven ocupats pels seus propietaris, 100 estaven llogats i ocupats pels llogaters i 24 estaven cedits a títol gratuït; 3 tenien una cambra, 7 en tenien dues, 59 en tenien tres, 94 en tenien quatre i 380 en tenien cinc o més. 487 habitatges disposaven pel capbaix d'una plaça de pàrquing. A 205 habitatges hi havia un automòbil i a 278 n'hi havia dos o més.

### Piràmide de població
La piràmide de població per edats i sexe el 2009 era:
| Homes | Edats   | Dones |
| ----- | ------- | ----- |
| 0     | 95 o +  | 0     |
| 0     | 90 a 94 | 8     |
| 0     | 85 a 89 | 4     |
| 0     | 80 a 84 | 0     |
| 4     | 75 a 79 | 20    |
| 28    | 70 a 74 | 44    |
| 48    | 65 a 69 | 48    |
| 36    | 60 a 64 | 44    |
| 36    | 55 a 59 | 32    |
| 48    | 50 a 54 | 48    |
| 68    | 45 a 49 | 64    |
| 56    | 40 a 44 | 56    |
| 68    | 35 a 39 | 52    |
| 40    | 30 a 34 | 56    |
| 24    | 25 a 29 | 16    |
| 28    | 20 a 24 | 28    |
| 64    | 15 a 19 | 48    |
| 64    | 10 a 14 | 56    |
| 56    | 5 a 9   | 28    |
| 8     | 0 a 4   | 36    |

## Economia
El 2007 la població en edat de treballar era de 940 persones, 638 eren actives i 302 eren inactives. De les 638 persones actives 569 estaven ocupades (305 homes i 264 dones) i 69 estaven aturades (26 homes i 43 dones). De les 302 persones inactives 95 estaven jubilades, 102 estaven estudiant i 105 estaven classificades com a «altres inactius».

### Ingressos
El 2009 a Hundling hi havia 540 unitats fiscals que integraven 1.392 persones, la mediana anual d'ingressos fiscals per persona era de 18.696 €.

### Activitats econòmiques
Dels 47 establiments que hi havia el 2007, 3 eren d'empreses de fabricació d'altres productes industrials, 10 d'empreses de construcció, 9 d'empreses de comerç i reparació d'automòbils, 5 d'empreses de transport, 4 d'empreses d'hostatgeria i restauració, 1 d'una empresa d'informació i comunicació, 1 d'una empresa financera, 3 d'empreses immobiliàries, 1 d'una empresa de serveis, 6 d'entitats de l'administració pública i 4 d'empreses classificades com a «altres activitats de serveis».
Dels 19 establiments de servei als particulars que hi havia el 2009, 1 era una oficina de correu, 1 una oficina bancària, 1 taller de reparació d'automòbils i de material agrícola, 1 autoescola, 1 paleta, 1 fusteria, 6 lampisteries, 1 electricista, 2 perruqueries, 2 restaurants, 1 tintoreria i 1 saló de bellesa.
Dels 3 establiments comercials que hi havia el 2009, 1 era una botiga de més de 120 m², 1 una botiga de menys de 120 m² i 1 una joieria.
L'any 2000 a Hundling hi havia 11 explotacions agrícoles que ocupaven un total de 620 hectàrees.

## Equipaments sanitaris i escolars
El 2009 hi havia 1 centre de salut i 1 farmàcia.
El 2009 hi havia 1 escola maternal i 1 escola elemental.

## Poblacions més properes
El següent diagrama mostra les poblacions més properes.